# Sysprep
Sysprep(System Preparation Utility)とは、マイクロソフトによるWindowsオペレーティングシステムを展開するためのシステム準備ツールの名前である。現在このツールの実行ファイル名はSysprep.exeである。

## 歴史
Sysprepは、Windows NT 4.0で初めて導入された。Windows 2000やWindows XP用のSysprepが現在マイクロソフトから入手可能である。Windows Vistaは、製品パッケージからのインストールにSysprepが使用される初めてのバージョンである。

## 使用用途
デスクトップの展開は一般的に、ディスク複製ソフトウェアによって行われる。Sysprepは、ディスクイメージによるディスクの複製と復元のためのオペレーティングシステムを準備するために使うことが出来る。
Windowsオペレーティングシステムのインストールでは、インストールごとに一意に生成される多くの要素があり、多数のコンピュータにディスクイメージを複製して展開する前に一般化しておく必要がある。いくつかの要素の例:
- コンピュータ名
- セキュリティ識別子(SID)
- ドライバキャッシュ

SysprepはSysprepのプロセスの間に新しいコンピュータ名、一意なSID、カスタムドライバキャッシュデータベースの生成を行うことでこれらの問題を解決しようとする。
管理者はSetupMgr.exe（Windows XPの場合）またはSystem Image Manager（Windows Vistaの場合）をSysprepによる新しいコンピュータへの展開処理の応答ファイルを作成するために使用することが出来る。